# Let's Adopt
Let’s Adopt!, aussi connu sous le nom de Sahip Çıkalım! en turc, est un groupe de protection des droits des animaux basé en Turquie. Fondé  le 8 janvier 2008 par deux activistes, Viktor Larkhill (pseudonyme) et Fulya Ulusoy. Let’s Adopt! n'est pas une association officialisée par des statuts et encadrée juridiquement,  mais un groupe organisé à travers Internet en utilisant les médias sociaux, particulièrement le site de réseau Facebook. Le groupe concentre ses efforts sur l'éducation générale du public sur la question du bien-être animal, et mène en parallèle des opérations de sauvetage d’animaux en danger, trouve des foyers pour les animaux errants et fait du lobbying à différents niveaux auprès du gouvernement turc.  

## Histoire
À l’origine uniquement connue par les sympathisants de la cause animale utilisant Internet, Let’s Adopt! s’est fait connaitre du grand public après la mort d’Ebru, une chienne errante frappée à mort à coups de pied par un groupe de jeunes gens près de la place Taksim, à İstanbul, en juin 2009. Let’s Adopt a alors fait la une de plusieurs quotidiens nationaux turcs en offrant une récompense de 2000 livres turques à ceux qui lui fourniraient n'importe quelle information sur les attaquants de Ebru, et ce afin de pouvoir les poursuivre en justice. Cependant, ce premier contact avec la presse ne s'est pas passé sans heurt. L'hôtel Marmara, désigné comme étant prétendument responsable d’Ebru pendant des années, a nié toute responsabilité dans sa mort. À la suite de cette controverse, certains journaux, incapables de relever la référence au comic V for Vendetta ont fait allusion à Let’s Adopt comme étant “un groupe fondé par un étranger habitant en Turquie qui s'appelle Viktor Larkhill”  Peu après cet incident, Larkhill, qui avait mis auparavant un point d'honneur à ne pas révéler son identité, a remplacé sa photo de profil sur Facebook qui contenait une illustration du Masque de V tiré de la bande dessinée originale avec une photo révélant son vrai visage. Toutefois, Larkhill n'a pas encore révélé en public son vrai nom.

## Les principes d'adoption
Let’s Adopt applique trois règles pour l'adoption des animaux qu’elle assiste, développées au fil des années afin d'assurer le plus haut taux de succès d'adoption, :
1. La famille adoptante doit être actuellement en possession d’un chien ou un chat. Cette règle a été introduite pour minimiser le risque d'abandon de l'animal adopté.
2. L'animal doit vivre à l'intérieur de la maison avec les membres de la famille. Cette règle est en opposition avec la pratique traditionnelle turque consistant à garder les animaux à l'extérieur du foyer comme chien de garde, et les laisser errer sans surveillance dans les rues. Cette règle a été introduite pour assurer la sécurité de l'animal en question.
3. L'animal adopté doit manger cru. Let’s Adopt! croit aux bienfaits de l'alimentation crue pour les  animaux de compagnie. Cette règle a été introduite tardivement, à la suite de la prise de conscience par le créateur du groupe du fait que l’essentiel des problèmes de santé dont souffrent les animaux de compagnie sont dus à des problèmes nutritionnels et à l’alimentation industrielle qu’ils ingèrent.

## Philosophie
Let’s Adopt!, en accord avec la législation turque, est strictement contre la pratique de l’euthanasie comme moyen de contrôle des populations urbaines d'animaux errants. La loi turque concernant ces populations respecte les principes de stérilisation et de remise en liberté. Les animaux sauvés par Let’s Adopt! sont rarement placés dans des nouveaux foyers sans avoir été stérilisés auparavant. Le groupe organise également des manifestations et des campagnes d’information contre certaines municipalités fréquemment accusées d'empoisonner les animaux errants ou de les abandonner dans les bois pour les laisser mourir, ainsi que contre d'autres violations supposées de la législation turque concernant le bien-être animal.

## Let's Adopt! réseau international
Depuis juillet 2009, Let's Adopt! a développé son réseau international et a commencé à fonctionner dans quatre nouveaux pays : Canada, France, Allemagne, et États-Unis. Ces branches locales, qui agissent en suivant les mêmes méthodes et les mêmes principes que le groupe basé en Turquie concentrent leur effort sur les questions animales locales, les opérations de sauvetage ainsi que des activités de recherche de nouveaux foyers.